# Heart of Dallas Bowl 2014 (décembre)
Ne doit pas être confondu avec Heart of Dallas Bowl 2014 (janvier), joué dans le cadre de la saison universitaire 2013.
Match précédent Match suivant
Le Heart of Dallas Bowl 2014 est un match annuel d'après-saison régulière de football américain de niveau universitaire se tenant au Cotton Bowl de Dallas (Texas).
Il s'agit de la 5e édition du Heart of Dallas Bowl.
Une équipe issue de la Conference USA rentre une équipe de la Big 10
Le pay-out pour ce match est de 800 000 US$ par équipe.

## Sponsoring
La société PlainsCapital Bank se retire début 2014 et en date du 21 octobre 2014, le bowl est renommé le Zaxby's Heart of Dallas Bowl .
Le sponsoring de la société Zaxby's Real Chicken porte sur 4 années avec une option de prolongation soit jusqu'au moins la saison 2017.
Cette société est une chaîne de restaurants franchisés, spécialisés dans les ailes et doigts de poulet, sandwichs et salades.
La compagnie opère principalement dans le sud-est des États-Unis avec plus de 600 restaurants.

## Présentation du match
Les Fighting Illini de l'Illinois au cours de la saison 2014 ont inscrit une moyenne de 26,6 points par match mais en ont concédé une moyenne de 34 points pas match. Cette équipe possède le profil de Dr. Jekyll et Mr. Hyde. Lors de leurs 6 victoires ils ont inscrit une moyenne de 33,8 points mais lors de leurs 6 défaites ils ont concédé une moyenne de 41,67 points par match.
Les Bulldogs de Louisiana Tech ont gagné la Division Ouest de la Conference USA. En gagnant 6 de leurs 8 derniers matchs, ils sont devenus éligibles pour un bowl, inscrivant une moyenne de 20,5 points par match. Ils ont concédé 3 de leurs 5 défaites contre des équipes faisant partie du Top 25.
Il ne s'agit que de la seconde rencontre entre ces deux équipes. La première rencontre s'est déroulée le 22 septembre 2012 lors de la saison régulière et a vu la victoire des Bulldogs de Louisiana Tech sur le score de 52 à 24.
| Équipes                       | Conférences | Entraîneurs | Stats. saison rég. |
| ----------------------------- | ----------- | ----------- | ------------------ |
| Bulldogs de Louisiana Tech    | C-USA       | Skip Holtz  | 8-5                |
| Fighting Illini de l'Illinois | Big Ten     | Tim Beckman | 6-6                |
| Arbitre : Land Clark (Pac-12) |             |             |                    |

## Résumé du Match[4]
| ÉVOLUTION DU SCORE de l'HEART OF DALLAS BOWL 2014 |                              |                              |                              |                              |                              | |       |       |
| QT                                                | Temps                        | Drive                        | Drive                        | Drive                        | Équipe                       | Description de l'action | Score | Score |
|                                                   |                              | Jeux                         | Yards                        | TDP                          |                              | | LTU   | ILL   |
| 1                                                 | 07:29                        | 6                            | 63                           | 01:06                        | LTU                          | TD par RB Jarred Craft à la suite d'une course de 16 yds + 1 pt de conversion par kicker Jonathan Barnes                                    | 7     | 0     |
| 1                                                 | 03:46                        | 8                            | 65                           | 03:43                        | ILL                          | FG de 27 yds par kicker Taylor Zalewski | 7     | 3     |
| 1                                                 | 03:28                        | 1                            | 80                           | 00:18                        | LTU                          | TD de 80 yds à la course par RB Kenneth Dixon à la suite d'une passe de QB Cody Sokol + 1 pt de conversion par kicker Jonathan Barnes       | 14    | 3     |
| 2                                                 | 11:15                        | 5                            | 65                           | 01:30                        | ILL                          | TD de 25 yds par TE Jon Davis à la suite d'une passe de QB Reilly O'Toole mais la tentative de conversion par kicker Taylor Zalewski échoue | 14    | 9     |
| 2                                                 | 07:20                        | -                            | -                            | -                            | LTU                          | TD à la suite d'un retour d'interception de 69 yds par DB Xavier Woods + 1 pt de conversion par kicker Jonathan Barnes                      | 21    | 9     |
| 3                                                 | 06:04                        | 9                            | 72                           | 04:17                        | ILL                          | TD par RB Donovonn Young à la suite d'une course de 3 yds mais la tentative de conversion de 2-points à la passe échoue                     | 21    | 15    |
| 4                                                 | 14:01                        | 10                           | 49                           | 03:59                        | ILL                          | FG de 43 yds par kicker David Reisner | 21    | 18    |
| 4                                                 | 06:05                        | 5                            | 84                           | 02:20                        | LTU                          | TD par RB Kenneth Dixon à la suite d'une course d'1 yd + 1 pt de conversion par kicker Jonathan Barnes                                      | 28    | 18    |
| 4                                                 | 03:43                        | 6                            | 49                           | 01:36                        | LTU                          | TD par RB Blake Martin à la suite d'une course de 28 yds + 1 pt de conversion par kicker Jonathan Barnes                                    | 35    | 18    |
| "TDP" = temps de possession.                      | "TDP" = temps de possession. | "TDP" = temps de possession. | "TDP" = temps de possession. | "TDP" = temps de possession. | "TDP" = temps de possession. | "TDP" = temps de possession. | 35    | 18    |

| Statistiques par Équipes               |            |            |
| Statistiques                           | LTU        | ILL        |
| 1er downs                              | 16         | 26         |
| Conversion de 3e Down                  | 3/13       | 3/15       |
| Conversion de 4e Down                  | 0/0        | 1/2        |
| Jeux–yards                             | 59/361     | 80/451     |
| Yards à la course                      | 114        | 122        |
| Yards à la passe                       | 247        | 329        |
| Passes : Réussies-Tentées-Interceptées | 14/28-0    | 28/47-1    |
| Réussite en zone rouge/chances         | 2/2        | 2/3        |
| TD                                     | 5          | 2          |
| Field Goals                            | 4          | 2          |
| Sacks                                  | 6          | 2          |
| Fumbles (Nombre/Perdus)                | 1/1        | 1/1        |
| Pénalités (Nombre/Yards perdus)        | 6 - 45 yds | 6 - 98 yds |
| Temps de possession                    | 25:00      | 35:00      |

| Meilleur Joueur (MVP) | Meilleur Joueur (MVP)      | Meilleur Joueur (MVP) |
| --------------------- | -------------------------- | --------------------- |
| Nom                   | Équipe                     | Poste                 |
| Houston Bates         | Bulldogs de Louisiana Tech | QB                    |

| Statistiques Individuelles |                 |                                 |
| Quaterbacks                |                 |                                 |
| LTU                        | Sokol, Cody     | 14/28, 247 yds, 1 TD            |
| ILL                        | O'Toole, Reilly | 24/39, 295 yds,1 TD, 1 Int.     |
| Meilleurs coureurs         |                 |                                 |
| LTU                        | Dixon,Kenneth   | 5 courses, 50 yds               |
| ILL                        | Ferguson, Josh  | 13 courses, 63 yds, 1 TD        |
| Meilleurs receveurs        |                 |                                 |
| LTU                        | Henderson, C.   | 7 réc., 73 yds                  |
| ILL                        | Dudek, Mike     | 4 réc., 93 yds                  |
| Meilleurs takleurs         |                 |                                 |
| LTU                        | Villemez, Mitch | 6 tackles, 4 assistes, 0,5 sack |
| ILL                        | Thomas III, E.  | 4 tackles, 1 assiste            |